# 河内國平
河内 國平（かわち くにひら、1941年10月1日 - ）は、日本の刀匠。卓越技能者（現代の名工）。奈良県無形文化財保持者。大阪府出身。「國平」は号であり、本名は道雄。

## 経歴
1941年、第14代刀匠河内守國助次男として大阪で出生。
1966年、関西大学法学部卒業後、人間国宝宮入昭平（後の行平）に入門し相州伝を習う。1972年に独立し東吉野村平野に鍛刀場を設立。
その後、1975年に「佐藤栄作名誉会長賞」、1978年に「毎日新聞社賞」、1979年に「最高賞高松宮賞」、1980年と1981年に「薫山賞」、1983年に「全日本刀匠会会長賞」、1986年に「日本美術刀剣保存協会会長賞」、1987年に「文化庁長官賞」を受賞。
この間、1981年に奈良県立文化会館にて個展開催し、1984年には人間国宝隅谷正峯に入門し備前伝を習った。
1988年に日本美術刀剣保存協会から最高位の刀匠の証である「無鑑査」認定を受けてからは、文化庁美術刀剣刀匠技術保存研修会講師、刀職技能訓練講習会講師、短刀小品展審査委員、橿原考古学研究所藤ノ木古墳出土刀剣復元委員などを務め、1989年には東吉野村無形文化財指定、奈良県卓越技能者撰定を受ける。
1993年と2013年の第61回、第62回神宮式年遷宮用の太刀と鉾を制作した。
1995年に刀剣製作古法「大和伝」を修得し、2005年、奈良県無形文化財保持者となる。
2010年、国宝である七支刀について、従来の定説である鍛造ではなく、鋳造によって製作されたとする説を提言した。同年には厚生労働大臣より卓越技能者（現代の名工）として表彰された。
2014年、「新作名刀展」に出展した「國平河内守國助（くにひらかわちのかみくにすけ）」で、現在の玉鋼では不可能といわれていた古刀の特徴である地紋の「乱れ映り」の再現に完全に成功し、刀剣界の最高賞と言われる「正宗賞」（太刀・刀の部門）を受賞した。太刀・刀の部門は長らく「該当なし」であり、18年ぶりの受賞であった。これにより乱れ映りのメカニズムが解明されほぼ100%再現できるようになった。河内によると、受賞刀は一般的な作刀法で作られた刀と比べて地鉄が柔らかく、刃紋を美しく見せる芸術品ではなく武器としての強靭さを重視して焼入れの仕方を変えたことが成功に繋がったという。また同年には黄綬褒章も受章した。2019年、旭日双光章受章。

## 著書
- 『刀匠が語る 日本刀の魅力』里文出版、2003年 真鍋井蛙と共著 ISBN 978-4898062050
- 『復元七支刀―古代東アジアの鉄・象嵌・文字―』雄山閣、2006年 鈴木勉と共著 ISBN 978-4639019565

## 出演
- 1999年、オトナの試験（NHK）
- 2001年、聖徳太子（NHK）　鍛冶指導
- 2007年、こころの時代（NHK）
- 2011年、奇跡の地球物語（テレビ朝日）
- 2013年、堂本剛のココロ見（NHK　BSプレミアム）
- 2016年、美の壺・選「千年の光　日本刀」(NHK)

2020年、英雄たちの選択スペシャル 「ニッポンを斬る!歴史を創った名刀たち」（NHK　BSプレミアム）